# HD 218235
HD 218235，又名BD+17 4866，SAO 108400、HR 8788，是一颗恒星，视星等为6.13，位于銀經90.87，銀緯-37.72，其B1900.0坐标为赤經23h 1m 19.9s，赤緯+17° -37.72′ 33″。